# Вулиця Андрійченка

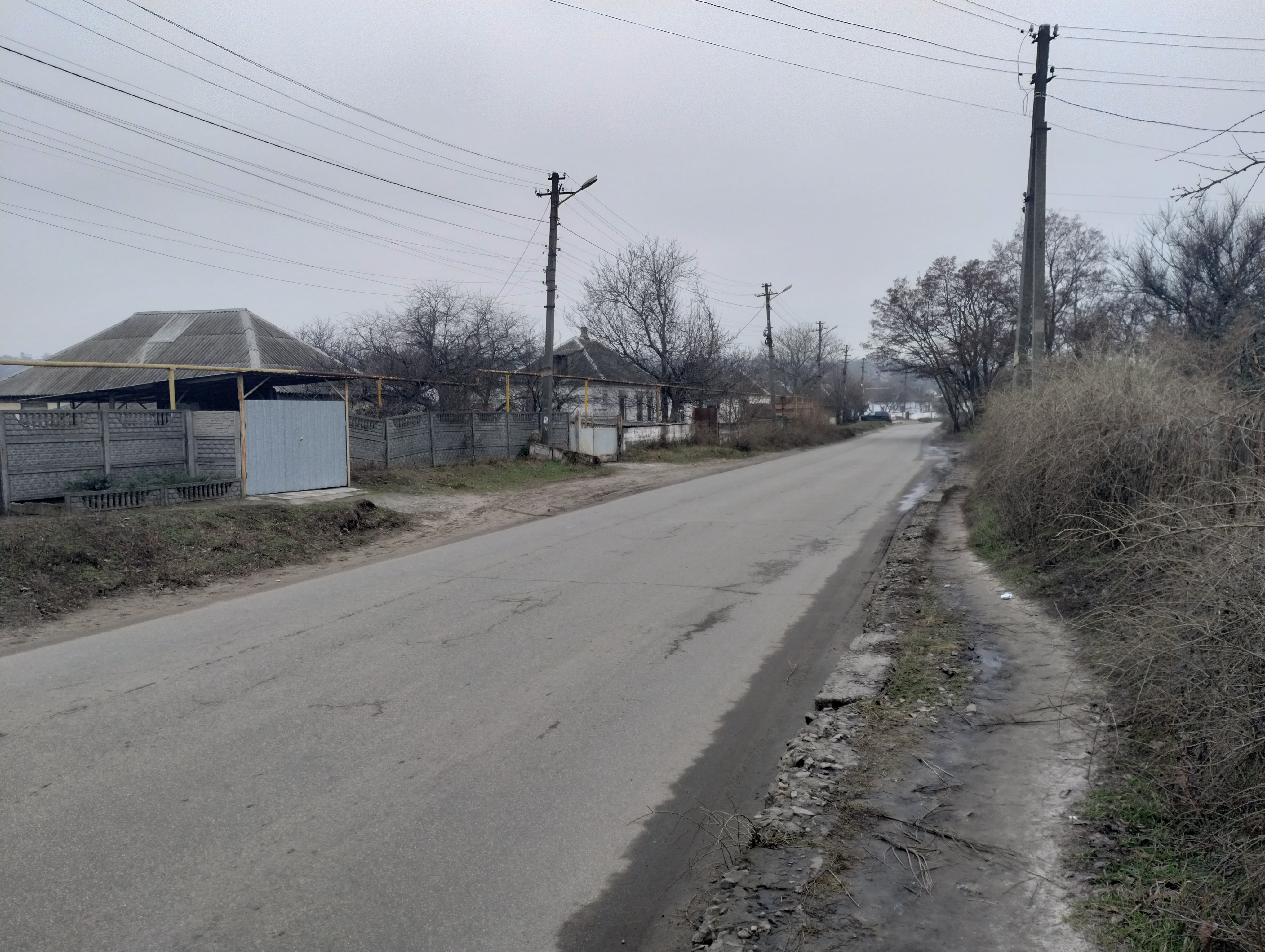
Вулиця Андрійченка

Вулиця Андрійченка — вулиця, яка знаходиться на заході міста Дніпра, в місцевості Діївка-2 у районі Новокодацький. Має протяжність 3600 метрів. Забудова складається переважно з будинків 1-2 поверхів. 

## Назва
Названа на честь уродженця Дніпра, учасника Другої світової війни, Героя Радянського Союзу Андрейченка Василя Євдокимовича.

## Перехресні вулиці
- вулиця Ореста Субтельного
- вулиця Велика Діївська
- вулиця Леся Танюка
- провулок Андрійченка

### Прилеглі вулиці
- вулиця Бахмутська
- вулиця Криштофа Косинського
- вулиця Глібова
- вулиця Івана Гоша
- вулиця Миколи Садовського
- вулиця Вагнера
- вулиця Біла Балка
- вулиця Навігаційна
- провулок Діївський
- провулок Хлібний